# Macrolobium extensum
Macrolobium extensum är en ärtväxtart som beskrevs av John Macqueen Cowan. Macrolobium extensum ingår i släktet Macrolobium och familjen ärtväxter. Inga underarter finns listade i Catalogue of Life.